# Juan Bau
Juan Bautista Conca Moya (Aldaya; 24 de diciembre de 1948) conocido artísticamente como Juan Bau, es un cantante español de canción melódica y pop.

## Biografía y trayectoria
Se inicia en el mundo de la música de manera amateur en los grupos Los Pikens (durante tres años) y posteriormente en la banda Modificación. En 1972 debuta profesionalmente en solitario con el nombre de Juan Bau y graba su primer disco sencillo con las canciones "Pequeñas cosas" y "Dentro de mi alma", de su autoría, en 1973 edita el segundo sencillo con "Tú no comprendes" y "Sigue tu camino". En 1973 llega su gran éxito con el tema "La estrella de David". En 1974 consigue su primer disco de oro con el álbum Penas. Otras de sus canciones son "Mi corazón", de 1974, "Dama del amanecer", "Natacha y yo", de 1975, "Acaríciame", "Fantasía" en 1976 y el superéxito con el cual casi siempre inicia sus conciertos en vivo, "Devuélveme el amor" de inicios de 1978. En la década de los 80 canta temas como "Un paso más", "Hoy me llamará", "Soñaré", "Me gusta así", "Libérate" y “Con las luces apagadas”.
Después de unos años sin grabaciones discográficas edita en 1986 el disco Corazonada al que siguió el CD Alma romántica y, ya en el año 1999, Nuestras canciones en el que versionaba canciones éxitos de Mocedades, Manuel Alejandro, Sergio y Estíbaliz o José Luis Perales. En 2003 se edita el disco Volverte a ver. En el 2004 lanza el disco titulado 30 Años de Éxitos y en el 2009 lanza la recopilación Super Éxitos de Juan Bau.

## Discografía[9]

### Vinilos
- La estrella de David (1973)
- Mi corazón (1974)
- Penas (1974)
- Fantasía (1976)
- Grandes Éxitos de Juan Bau (1976)
- Juan Bau-5 (1977)
- Con mis 5 sentidos (1978)
- Soñaré (1979)
- A qué jugamos Hoy (1983)
- Con las luces apagadas (1986)
- Lluvia de estrellas (1987)
- Corazonada (1988)

### CD
- La misa del Tercer Milenio (1995)
- Alma romántica (1996)
- Nuestras canciones (1999)
- Volverte a ver (2003)
- 30 Años de Éxitos (2004)
- Súper Éxitos de Juan Bau (2009)

### Compilados y Reediciones
- Juan Bau Volumen 2.
- La Estrella de David
- Concierto del amor
- Con mis 5 Sentidos
- Hoy me llamará
- Lo mejor de Juan Bau
- Con ustedes...Juan Bau
- 12 Discos de Oro
- Historia de Amor
- Juan Bau (Recopilación)
- Vivo cantando
- Volverte a ver
- Singles de Colección
- Todo lo mejor de Juan Bau